# Фортунатовка
Фортунатовка (укр. Фортунатівка) — село на Украине, основано в 1802 году, находится в Малинском районе Житомирской области.
Код КОАТУУ — 1823488204. Население по переписи 2001 года составляет 33 человека. По состоянию на 2010 год — 11 человек. Почтовый индекс — 11600. Телефонный код — 4133. Занимает площадь 0,684 км².

## Адрес местного совета
11600, Житомирская область, Малинский р-н, с. Устиновка